# Voyelle pré-ouverte antérieure non arrondie
La voyelle pré-ouverte (ou ouverte supérieure, ou basse supérieure) antérieure non arrondie est une voyelle utilisée dans certaines langues. Son symbole dans l'alphabet phonétique international est la ligature ae [æ], et son équivalent en symbole X-SAMPA est « { ».

## Caractéristiques
- Son degré d'ouverture est pré-ouvert, ce qui signifie que la position de la langue est proche de celle d'une voyelle ouverte, mais légèrement resserrée (moins ouverte).
- Son point d'articulation est antérieur, ce qui signifie que la langue est placée aussi loin que possible à l'avant de la bouche.
- Son caractère de rondeur est non arrondi, ce qui signifie que les lèvres ne sont pas arrondies.

## Langues
- Français populaire de Paris (tard [tæʀ])[1]
- Français québécois (verre [væːʁ])
- Anglais : fat [fæt] « gras »
- Azéri : atəş [ɑ̟ˈt̪æʃ] « feu »
- Danois: nat [næt] « nuit »
- Finnois : mäki [mæki] « colline »; ääntää [æːntæː] « prononcer »
- Kurde : ser ['sær] « tête »
- Norvégien : nær [nær] « proche »
- Persan : [dær] « porte »
- Portugais : amigo [æ'migu]
- Suédois : här [hæːr], « ici »